# Róża Zhao
Św. Róża Zhao (chiń. 趙洛莎貞女) (ur. 1878 w Zhaojia, Hebei w Chinach, zm. lipiec 1900 tamże) – święta Kościoła katolickiego, męczennica.
Róża Zhao urodziła się w 1878 r. w Zhaojia w prowincji Hebei.
Podczas powstania bokserów doszło w Chinach do prześladowania chrześcijan. 28 lipca 1900 r. Róża Zhao próbowała razem z matką Marią Zhao Guo i siostrą Marią uciec przed ścigającą je grupą bokserów skacząc do studni. Wyciągnęli je jednak ze studni i próbowali zmusić do wyrzeczenia się wiary. Ponieważ nie zgodziły się na to, zostały zabrane na cmentarz i tam ścięte.
Dzień jej wspomnienia to 9 lipca (w grupie 120 męczenników chińskich).
Została beatyfikowana 17 kwietnia 1955 r. przez Piusa XII w grupie Leon Mangin i 55 Towarzyszy. Kanonizowana w grupie 120 męczenników chińskich 1 października 2000 r. przez Jana Pawła II.